# Friedrich von Gontard
Friedrich Ferdinand Hans Erdmann von Gontard (Frankfurt na Odri, 5. kolovoza 1860. – Potsdam, 17. ožujka 1942.) je bio njemački general i vojni zapovjednik. Tijekom Prvog svjetskog rata zapovijedao je s 30. pješačkom divizijom i XIV. korpusom na Zapadnom bojištu.

## Vojna karijera
Friedrich von Gontard rođen je 5. kolovoza 1860. u Frankfurtu na Odri u vojničkoj obitelji. Njegov otac je bio časnik u pruskoj vojci, te je poginuo u Austrijsko-pruskom ratu. Gontard 1878. godine s činom poručnika služi u pješačkoj bojnoj u Naumburgu, nakon čega u razdoblju od 1883. do 1886. pohađa Prusku vojnu akademiju. Nakon završetka akademije služi u raznim vojnim jedinicama u Marburgu i Magdeburgu, te se polako uspinje u vojnoj hijerarhiji. Čin bojnika dostigao je 1900. godine, pukovnikom je postao 1909. godine, dok je 1912. godine promaknut u čin general bojnika kada postaje zapovjednikom 79. pješačke brigade smještene u Weselu. U siječnju1913. dobiva zapovjedništvo nad 4. gardijskom pješačkom brigadom, te na tom mjestu dočekuje i početak Prvog svjetskog rata.

## Prvi svjetski rat
Na početku Prvog svjetskog rata 4. gardijska brigada nalazila se u sastavu 2. armije kojom je zapovijedao Karl von Bülow. Zapovijedajući navedenom brigadom Gontard sudjeluje u Graničnim bitkama i Prvoj bitci na Marni.
U prosincu 1914. Gontard postaje zapovjednikom 30. pješačke divizije kojom će zapovijedati većim dijelom rata. Trideseta divizija držala je položaje oko Ypresa tako da je Gontard zapovijedajući navedenom divizijom sudjelovao u Drugoj bitci kod Ypresa. U siječnju 1916. divizija je premještena na položaje kod Verduna, te Gontard zapovijedajući istom sudjeluje u Verdunskoj bitci. U travnju te iste godine unaprijeđen je u general-poručnika. 
U rujnu 1917. Gontard postaje najprije privremenim, a u studenom trajnim, zapovjednikom XIV. korpusa kojim će zapovijedati do kraja rata. Zapovijedajući navedenim korpusom koji se nalazio u sastavu 2. armije sudjeluje u Proljetnoj ofenzivi. Za uspješno zapovijedanje Gontard je 9. travnja 1918. odlikovan ordenom Pour le Mérite. 

## Poslije rata
Nakon završetka rata Gontard je ostao u vojsci sve do 19. srpnja 1919. godine kada je istu napustio. Na 25-godišnjicu njemačke pobjede u Bitci kod Tannenberga 27. kolovoza 1939. godine počasno je unaprijeđen u čin generala pješaštva.
Friedrich von Gontard preminuo je 17. ožujka 1942. godine u 82. godini života u Potsdamu.

## Vanjske poveznice
(eng.) Friedrich von Gontard na stranici Prussianmachine.com

(njem.) Friedrich von Gontard na stranici Deutschland14-18.de